# Roger Garaudy
Roger Garaudy (sinh ngày 17 tháng 7 năm 1913 tại Marseille) – là nhà chính trị, nhà văn, nhà triết học Pháp.

## Tiểu sử
Năm 1936 bảo vệ thành công luận án tiến sĩ triết học ở Đại học Strasbourg, một thời gian sau đó làm giáo sư triết ở Albi. Ông vào Đảng Cộng sản Pháp trong thời gian này. Thời kỳ Thế chiến II tham gia phong trào kháng chiến. Từ năm 1944 tích cực tham gia vào đời sống chính trị của nước Pháp. Được bầu làm đại biểu Quốc hội trong các năm 1946 – 1951. Năm 1956 được bầu vào Bộ Chính trị Đảng Cộng sản Pháp và giữ chức vụ này cho đến năm 1970. Các năm 1959 – 1962 ông vừa là nghị sĩ vừa là phó chủ tịch Quốc hội. Năm 1970 ông bị khai trừ khỏi Đảng Cộng sản vì chỉ trích sự can thiệp của Liên Xô vào Tiệp Khắc
Năm 1982 ông theo đạo Hồi, lấy tên là Ragaa. Ông là tác giả của hơn 50 cuốn sách, chủ yếu là về triết học, chính trị và chủ nghĩa Marx. Trong số tác phẩm của ông thì cuốn Về chủ nghĩa hiện thực vô bờ bến (D’un Realisme sans Rivages) viết về Picasso, Saint-John Perse và Kafka, do nhà thơ Louis Aragon viết lời giới thiệu được coi là một tác phẩm phê bình xuất sắc. Tác phẩm này được dịch ra nhiều thứ tiếng và là sách gối giường của nhiều người nghiên cứu. Tác phẩm này phê phán sự độc tôn của Chủ nghĩa hiện thực xã hội chủ nghĩa trong phong trào cộng sản lúc bấy giờ nên hầu hết ở các nước xã hội chủ nghĩa không dịch một cách chính thức. Tuy vậy, tác phẩm này đã được Nguyễn Viết Thắng dịch ra tiếng Việt một phần – phần viết về nhà thơ đoạt giải Nobel Saint-John Perse với mục đích phục vụ cho việc thưởng thức tác phẩm của nhà thơ đặc sắc này một cách đầy đủ hơn.

## Một số hoạt động gần đây
Trong một cuộc phỏng vấn gần đây, Garaudy đã tuyên bố rằng cuộc tấn công ngày 11 Tháng 9 năm 2001 là do chính phủ Mỹ tổ chức. Ông cũng nhắc lại tuyên bố của ông rằng Holocaust là một huyền thoại, rằng cuộc diệt chủng người Do Thái của Đức Quốc xã trong Chiến tranh thế giới thứ hai là một "phát minh như là huyền thoại của Churchill, Eisenhower và De Gaulle" để biện minh cho sự hủy diệt và chiếm đóng nước Đức.
Tháng 12 năm 2006, vì lý do sức khỏe Garaudy đã không thể tham dự Hội nghị Quốc tế về việc đánh giá tầm nhìn toàn cầu của Holocaust. Tuy nhiên, có tin nói ông đã gửi một thông điệp ghi hình ủng hộ ý kiến của Tổng thống Iran Mahmoud Ahmadinejad rằng Israel phải chấm dứt tồn tại.

## Tác phẩm chính
- D'un réalisme sans rivages Picasso Saint-John Perse Kafka, préface de Louis Aragon, Plon, 1963 (Về chủ nghĩa hiện thực vô bờ bến, Louis Aragon viết lời giới thiệu, Plon, 1963)
- Le huitième jour de la création (roman) (Ngày thứ tám của Đấng Sáng tạo, tiểu thuyết, 1946)
- Antaeus, tiểu thuyết, 1946.
- Les Mythes fondateurs de la politique israélienne (Những truyền thuyết cơ bản của chính trị Israel, Paris, 1996).